# Dariusz Kołodziejczyk
Compléments
membre du jury du Prix du Livre d’histoire de l’Europe
Dariusz Włodzimierz Kołodziejczyk, né le 25 mai 1962 à Varsovie, est un historien et responsable universitaire polonais.
Élève de Marian Małowist (pl), Antoni Mączak (pl) et Halil İnalcık, il est spécialisé dans l'histoire de la diplomatie, l'histoire de la Pologne moderne et l'histoire du monde du XVIe au XVIIIe siècle et l'histoire de l'empire ottoman et les relations entre la Pologne et la Turquie.

## Biographie
Dariusz Kołodziejczyk, né le 25 mai 1962 à Varsovie, a achevé en 1986 des études d'histoire à l'université de Varsovie.
En 1990, il a soutenu une thèse de doctorat en histoire intitulée Ejalet Kamieniecki 1672-1699. Étude de l'histoire de la domination ottomane en Podolie, et en 2001 une thèse d'habiliation intitulée Ottoman-Polish Diplomatic Relations (Les relations diplomatiques entre l'empire ottoman et la Pologne).
Sa carrière universitaire est liée à l'institut d'histoire de l'Université de Varsovie, où il est entré comme assistant dès 1988, avant de devenir maître-assistant, maître de conférence puis d'être nommé professeur en 2003. Parallèlement, il est chargé de mission aux relations internationales du directeur de l'institut d'histoire de l'université de Varsovie puis est élu lui-même directeur (mandat 2012-2016). Il est également directeur de recherches à l'institut d'histoire de la PAN.
Au cours de sa carrière il a fait des séjours dans des universités étrangères, notamment comme chercheur associé à l'Institut de recherche sur l'Ukraine de l'Université Harvard (1991-1992), et au Nahost-Institut de l'Université Louis-et-Maximilien de Munich (1994-1995). En automne 2004, il a été professeur invité à l'Université Notre-Dame-du-Lac.
Il a été invité par le Collège de France et l’École des hautes études en sciences sociales (en janvier-février 2011) .